# Delphi (Indiana)
Delphi város az USA Indiana államában. Lakosainak száma 2961 fő (2020. április 1.).

## Népesség
A település népességének változása:

| 2010 | 2 893 |
| 2020 | 2 961 |